# Серебрянка (Донецкая область)
Серебря́нка (укр. Серебрянка) — село в Северской городской общине Бахмутского района Донецкой области Украины.
Код КОАТУУ — 1420989201. Население по переписи 2001 года составляет 1 111 человек. Почтовый индекс — 84520. Телефонный код — 6274.

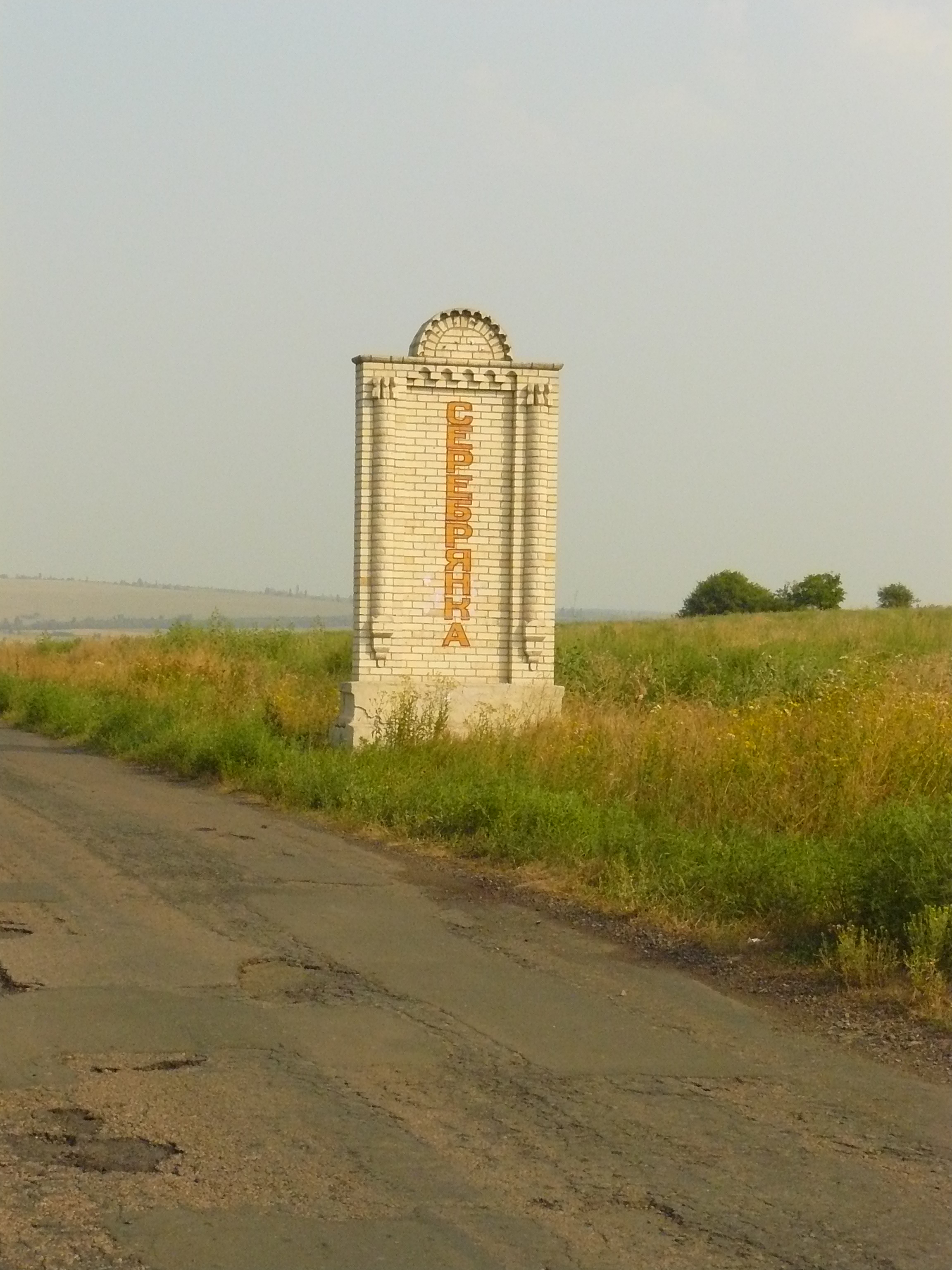
Стела при въезде в село

Находится в 106 км от Донецка, на границе Донецкой и Луганской области, на правом берегу реки Северский Донец, в 50 км от районного центра и в 10 км от железнодорожной станции Северск.  
Над селом возвышается Марьина гора — памятник природы местного значения.

## История
Вблизи села Дроновки обнаружена мезолитическая стоянка (13—8 тыс. лет тому назад), неолитическое поселение, а также поселение и мастерские эпохи бронзы. Два поселения и курганы эпохи бронзы сохранились возле сёл Платоновки и Серебрянки. Около Серебрянки обнаружены также поселения, а вблизи Платоновки — могильник салтовской культуры.
В период Гражданской войны в серебрянских лесах действовал отряд красных партизан под командованием П. В. Гармашова.
На фронтах Великой Отечественной войны сражались 356 человек, из них 150 погибли в боях с фашистскими захватчиками, по сведениям на начало 1970-х годов 265 сельчанина награждены орденами и медалями.

## Люди, связанные с селом
- Шаповал, Никита Ефимович — (8 июня (26 мая) 1882 — 25 февраля 1932) — политический и общественный деятель, публицист, социолог, поэт, член Центральной Рады.
- Галич Александр Андреевич (р. 1948) — доктор филологических наук, профессор.
- Сырых Виктор Михайлович — педагог-организатор школьного образования в Донбассе.

## Фотогалерея

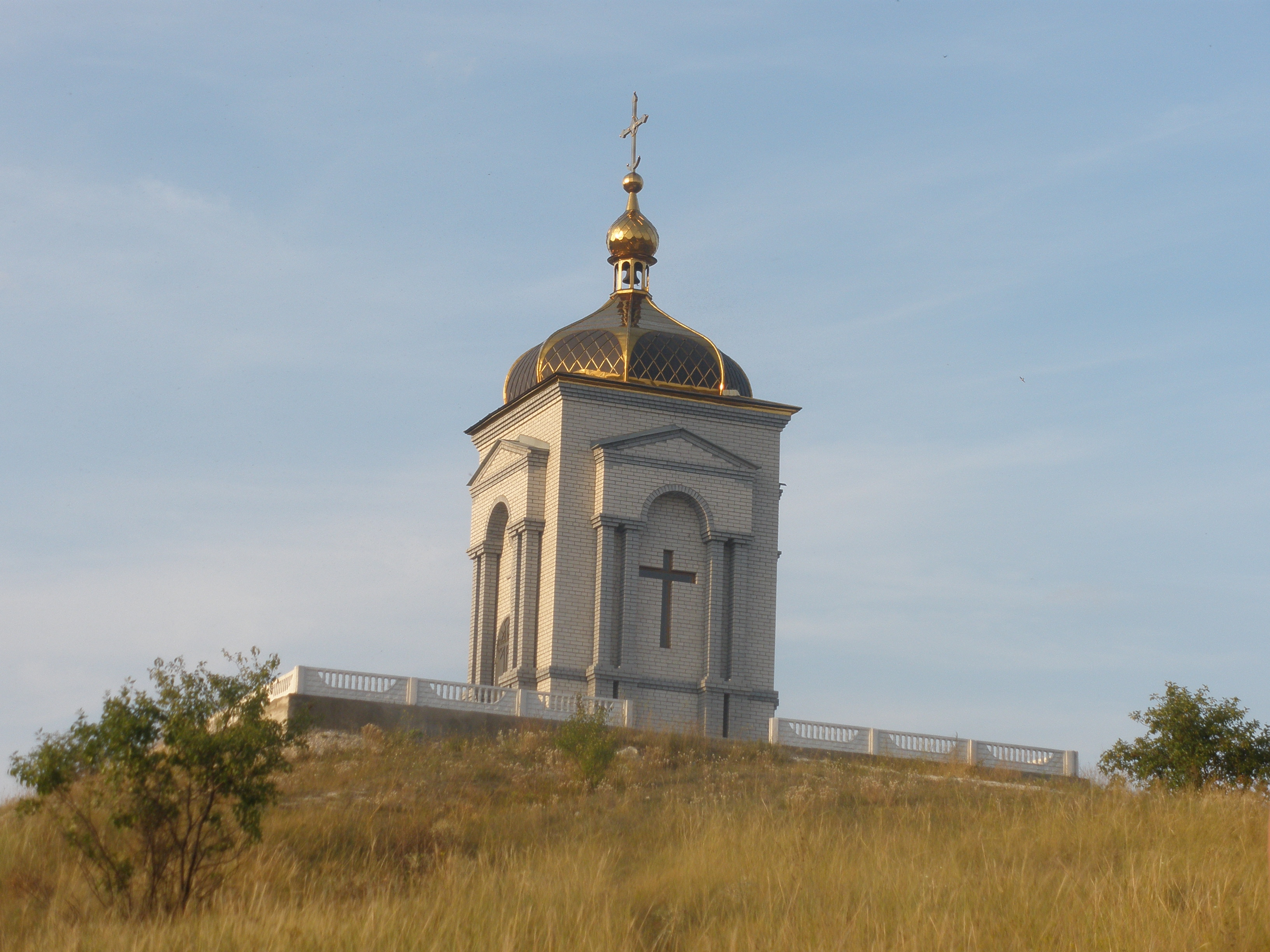
Часовня на Марьиной горе
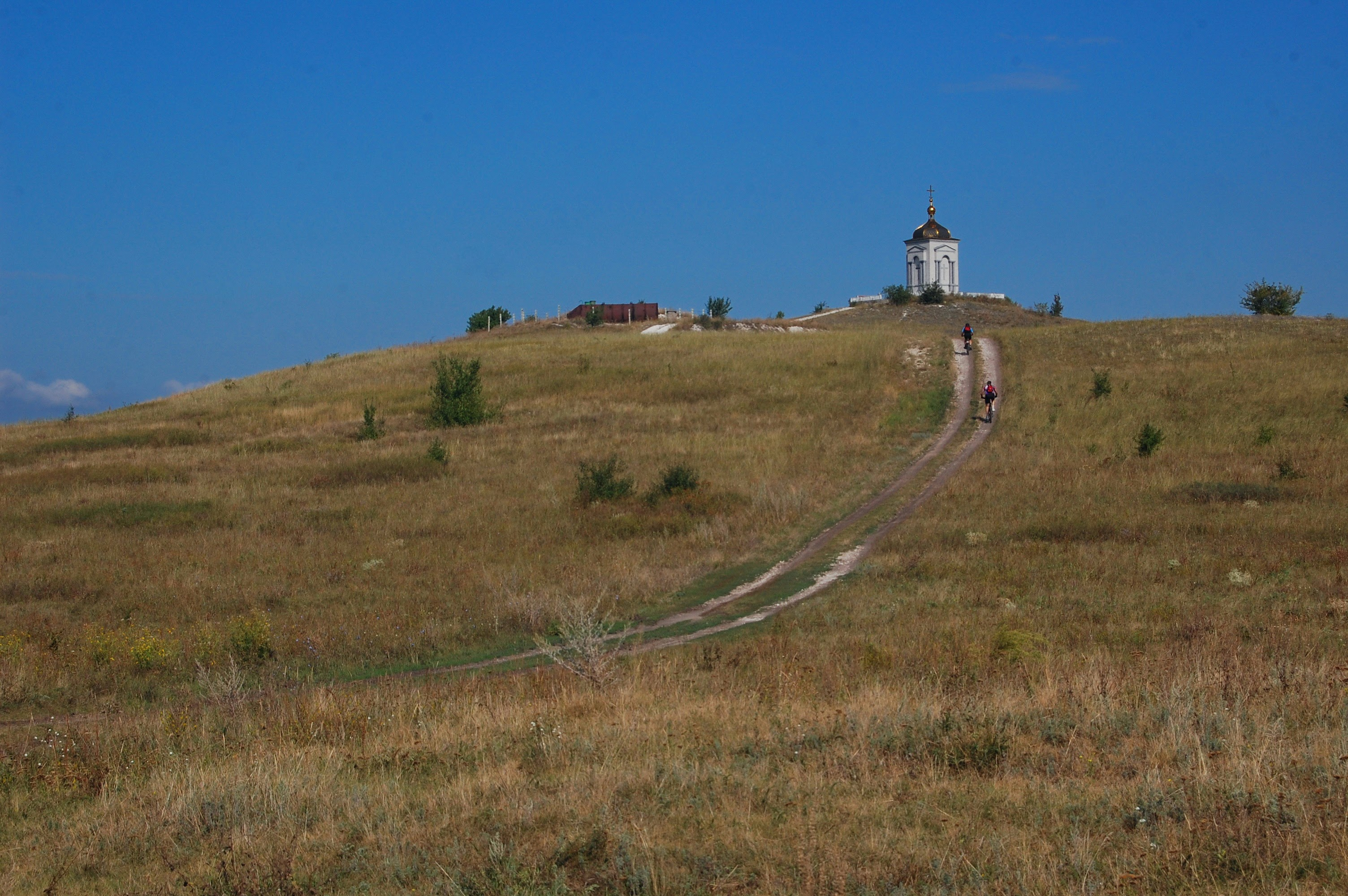
Часовня на Марьиной горе
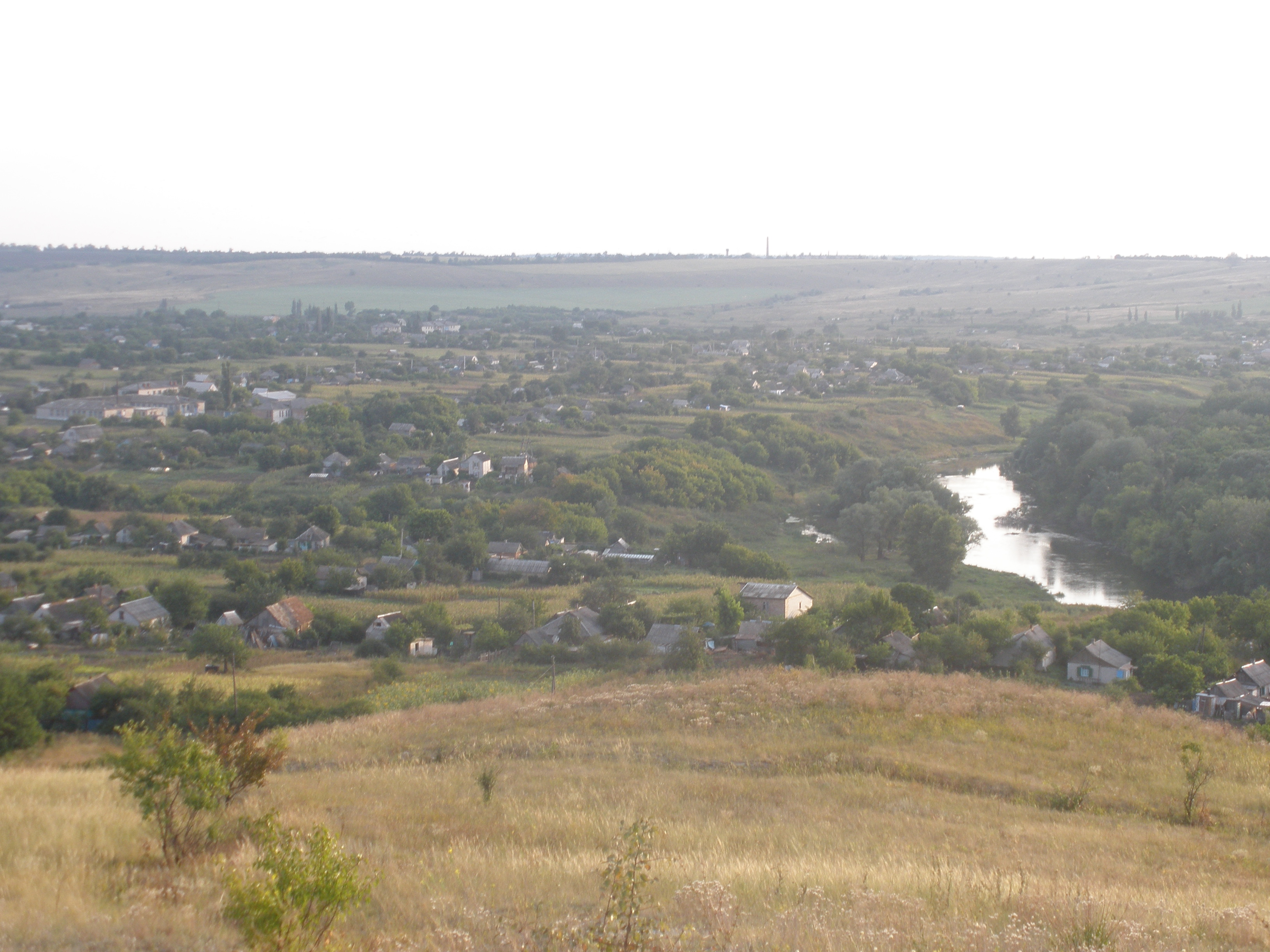
Вид на село с Марьиной горы
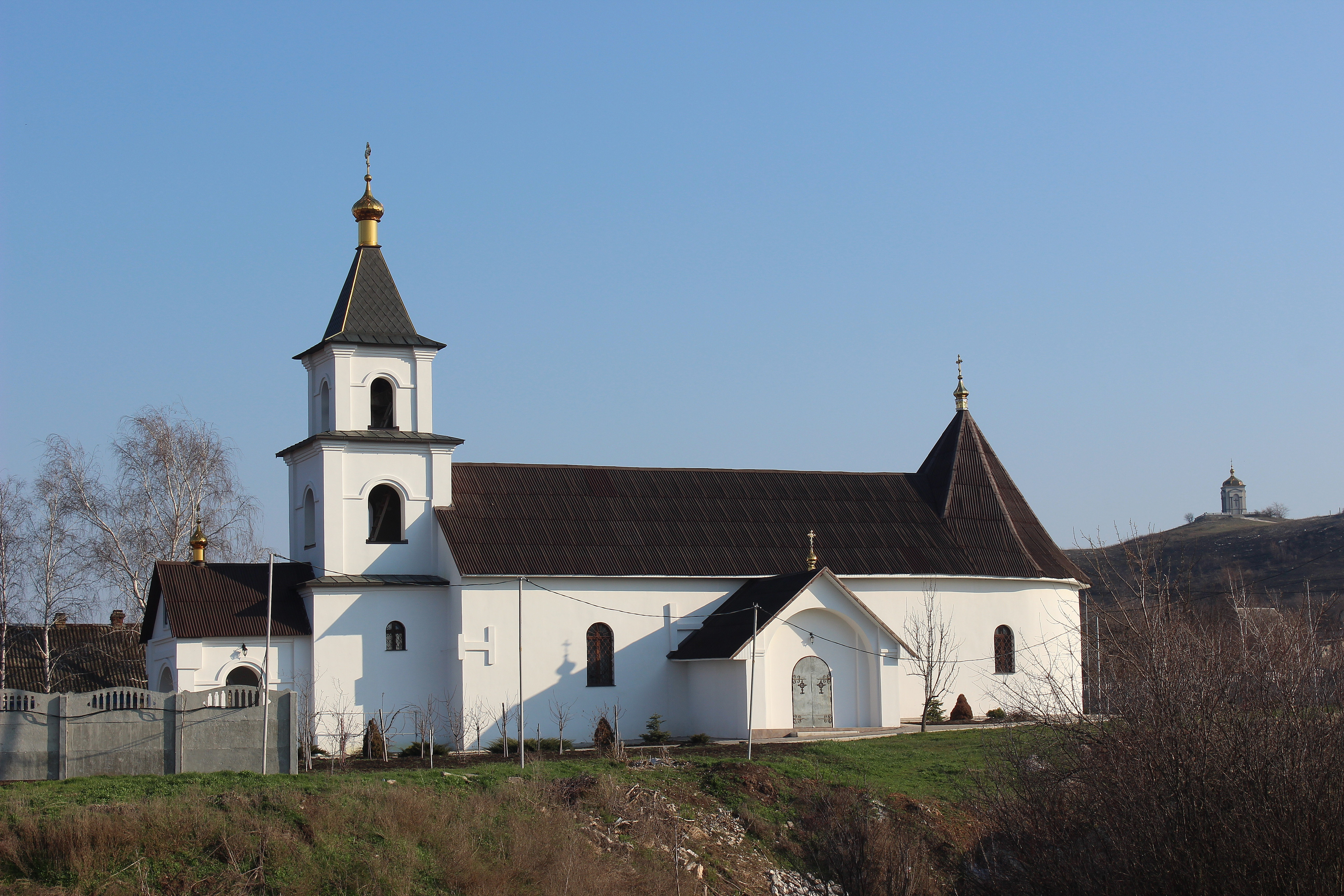
Свято-Преображенский храм, 1754–1760 годов постройки